# Álvaro Maia
Álvaro Botelho Maia (Humaitá, 19 de fevereiro de 1893 – Manaus, 4 de maio de 1969) foi um jornalista, professor, poeta e político brasileiro, tendo sido deputado federal e senador, além de governador do Amazonas por três mandatos.

## Biografia
Álvaro Maia nasceu no seringal Goiabal, às margens do rio Madeira, foi o primogênito de Fausto Ferreira Maia (cearense, falecido em 1932) e Josefina Botelho (amazonense, falecida em 1968). Casou-se com Amasiles Cavalcanti Maia.
Os primeiros estudos de Álvaro se deram no interior do Amazonas. Em Manaus, finalizou o primário no Instituto Amazonense e cursou o secundário nos colégios Cinco de Setembro, Santana Néri e Dom Pedro II. Suas atividades jornalísticas passaram pelo Jornal do Comércio, A Aura e O Libertador.
Álvaro formou-se na Faculdade Livre de Ciências Jurídicas e Sociais em 1917.
Entre 1920 e 1921, Maia foi secretário do superintendente de Guaporé, atual Rondônia, monsenhor Raimundo Oliveira, atuando até 1922.
No início de 1925, em concurso idealizado pela revista Redenção, Álvaro Maia foi nomeado "príncipe dos poetas amazonenses” (em alusão ao fato de ele ser ensaísta, romancista e poeta).
Álvaro Maia foi membro da Academia Amazonense de Letras, onde ocupou a presidência entre 1966 e 1967.

## Carreira política
Em 24 de outubro de 1930, ocorreu em Manaus a notícia da deposição do presidente Washington Luís, fato notório para a vitória da revolução iniciada 21 dias antes no estados do Rio Grande do Sul, Minas Gerais e Paraíba. O governo amazonense foi deposto, deixando vir à tona um poder revolucionária pensada pelo coronel Pedro Henriques Cordeiro Júnior, até então, presidente, José Alves de Sousa Brasil e Francisco Pereira da Silva.
Depois de conversar com participantes locais de frentes políticas, Juarez Távora, chefe da revolução no Norte e Nordeste do país, aconselhou Botelho Maia para a interventoria do Estado. Tendo tomado posse no dia 20 de novembro, Maia tomou medidas para nortear o orçamento público, negou concessões latifundiárias, fixou recursos no combate à lepra e no desenvolvimento da instrução popular, e renovou o Tribunal de Justiça do Estado. Essa última mudança provocou consequências: no início de agosto de 1931, quando estava no Rio de Janeiro, Álvaro Maia foi convidado a replanejar sua decisão. Não concordou e exonerou-se do cargo, provisoriamente dando fim à sua caminhada política.
Em 1933, Maia foi eleito deputado federal, onde permaneceu até 1937, durante o mandato fez parte da Assembleia Constituinte de 1934.

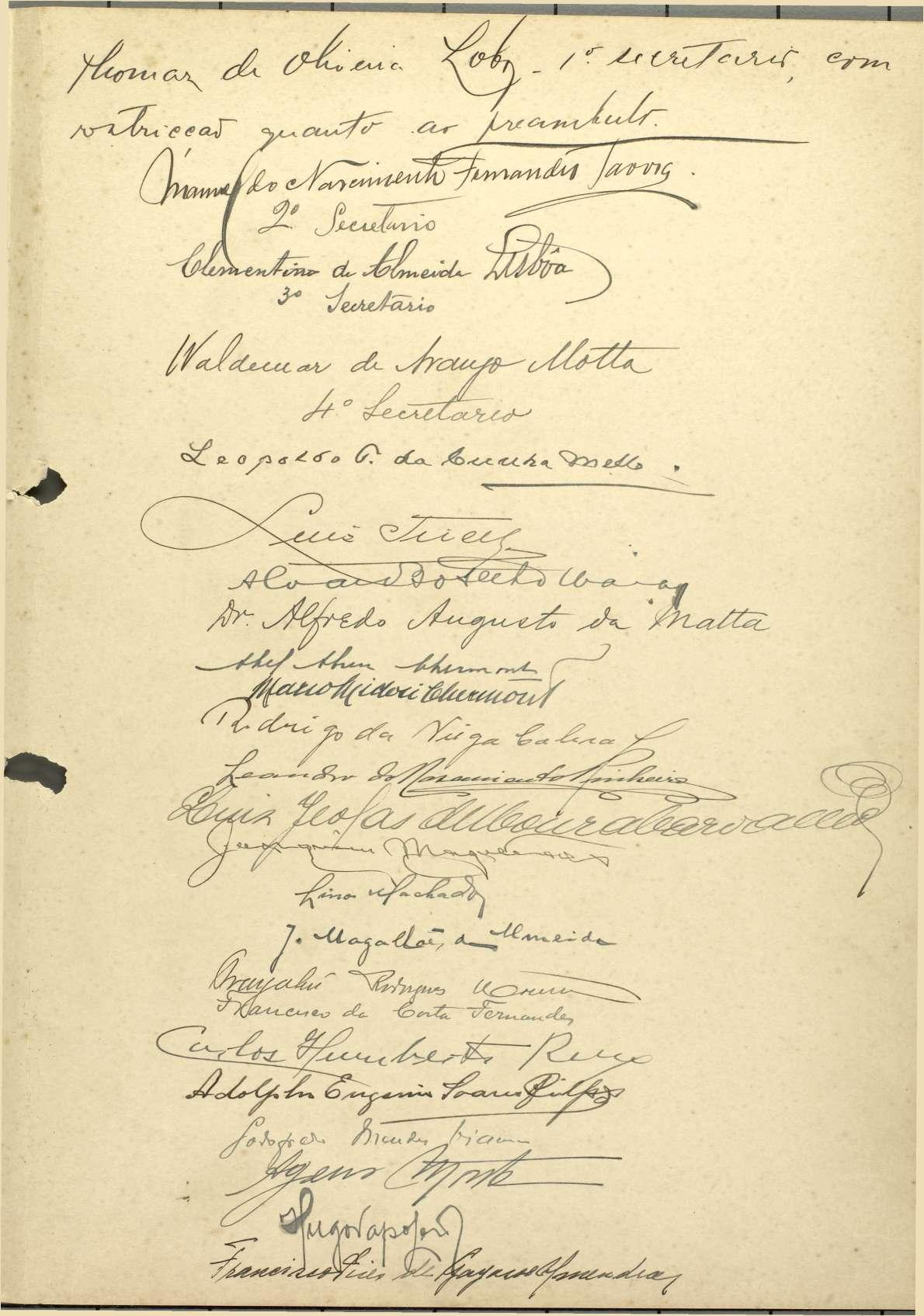
Constituição brasileira de 1934, página da assinatura de Álvaro Maia (sétima assinatura). Acervo Arquivo Nacional.

Álvaro Maia não suspendeu suas atividades no jornalismo. Em 1943, veio ao público o seu primeiro livro, chamado de "Na Vanguarda da Retaguarda", que reúne crônicas sobre a campanha pelo aumento da produção da borracha.
Ao final de 1944, os rumos da Segunda Guerra Mundial estavam praticamente alinhados favoravelmente aos Aliados e as pressões pela redemocratização do país intensificavam-se, o governo federal deu instruções aos interventores para iniciarem a organização de um partido político nacional que apoiasse Getúlio Vargas durante o regime. Nascia Partido Social Democrático (PSD), que Álvaro Maia auxiliou na formação no Amazonas. Quando Vargas foi derrubado em 1945, elegeu-se como senador constituinte pelo PSD em 2 de dezembro. Durante este mandato fez parte da Assembleia Constituinte de 1946, Apresentou 2 emendas ao Projeto de Constituição: a de nº 1.805,
reduzindo de 72 para 68 anos a idade limite para aposentadoria compulsória
dos juízes, e a de nº 1.880, aumentando para 9 o número mínimo de
Desembargadores componentes da Justiça dos Estados. Foi também
signatário de inúmeras outras emendas abordando assuntos de interesse dos
agrupamentos dominantes de sua região de origem.. Foi presidente da Comissão de Relações Exteriores do Senado e fez parte da delegação do Brasil na Organização das Nações Unidas, em Paris, em 1948; nessa ocasião discursou sobre o tema o genocídio.
Em outubro de 1950, apoiado pela coligação do PSD com o Partido Democrata Cristão (PDC), foi eleito para o governo do Amazonas. Durante o cargo, criou, em 6 de janeiro de 1953, a Superintendência do Plano de Valorização Econômica da Amazônia (SPVEA). Entretanto, Álvaro Maia renunciou ao governo antes do término do mandato para tentar novamente uma vaga no Senado em 1954. Derrotado, seguiu para o Rio de Janeiro, onde criou um escritório de advocacia. Álvaro Maia foi determinado, em 1958, presidente da Caixa Econômica Federal e consultor jurídico da Associação Comercial do Amazonas.

## Homenagens

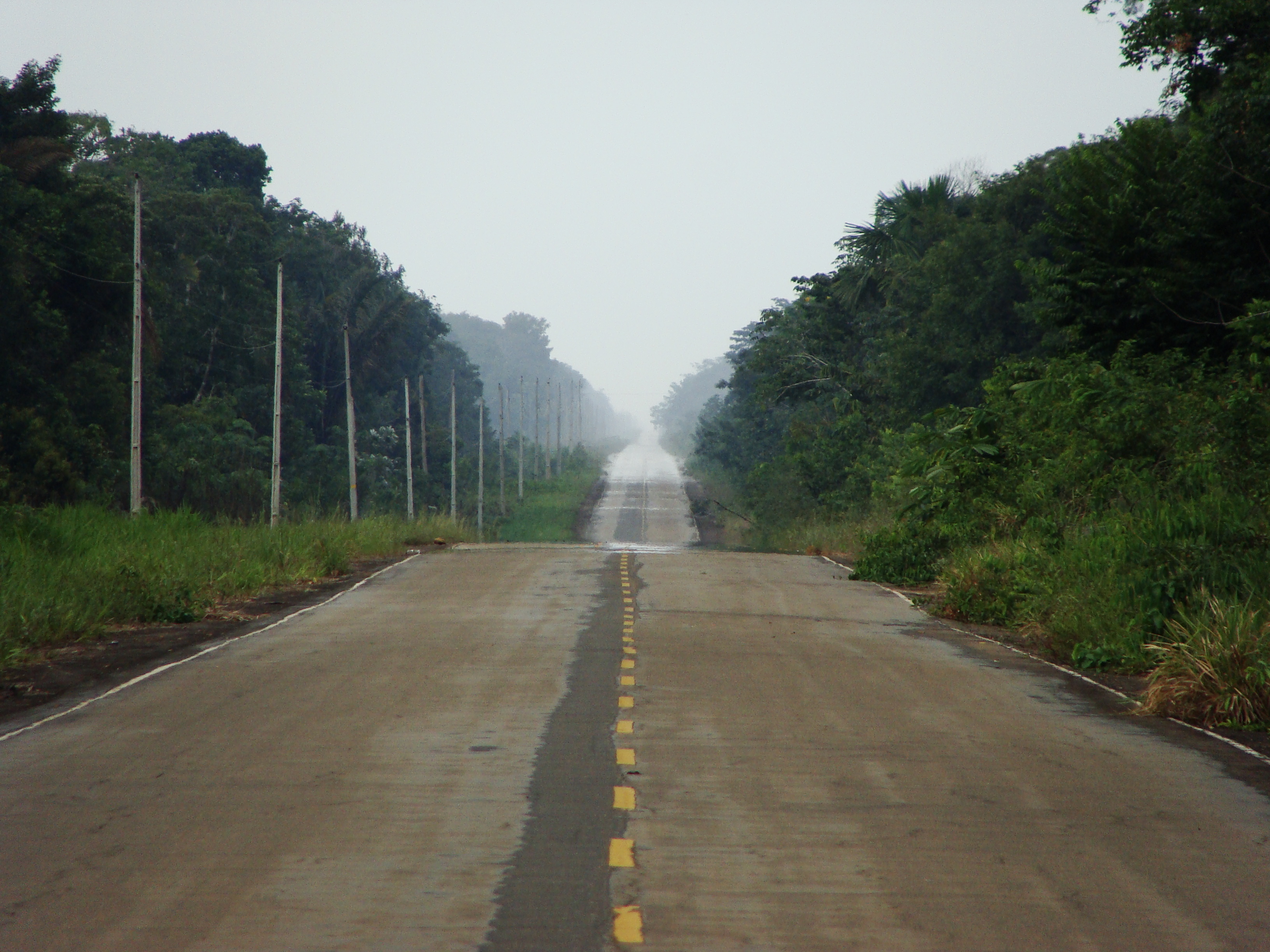
Trecho da Rodovia Álvaro Maia.

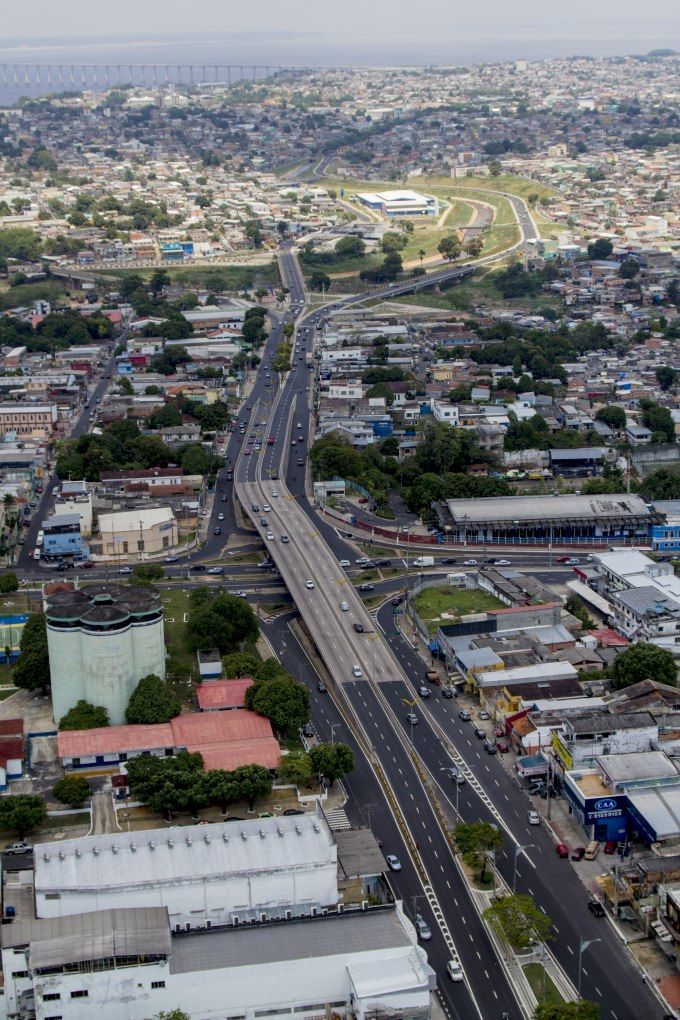
Boulevard Álvaro Maia, em Manaus.

Álvaro Botelho Maia é homenageado em uma importante avenida na cidade de Manaus, a Boulevard Álvaro Maia (popularmente conhecida como Boulevard), na Zona Sul da cidade, nesta avenida se localiza o histórico Cemitério São João Batista, local onde se localiza seu túmulo. Além da necrópole, Maia empresta o seu nome a duas escolas estaduais no Amazonas, uma na cidade de Manaus e outra em sua cidade natal, Humaitá.. Desde 2019, o senador é também homenageado em uma importante rodovia do estado do Amazonas, a BR-319, chamada oficialmente de Rodovia Álvaro Maia.
Existe também na cidade de Porto Velho, Rondônia uma Rua em sua homenagem. Cidade essa, que ele foi prefeito (superintendente interinamente) entre os anos de 1922 a 1923.

## Obras
- Na Vanguarda da Retaguarda (1943);
- Gente dos Seringais;
- Nas Barras do Pretório (1958);
- Beiradão (1958);
- Buzina dos Paranás (1958);
- Banco de Carona (1963);
- Defumadores e Porongas (1966);
- Nas Tendas de Emaús (1967).[13]